# أمر عام

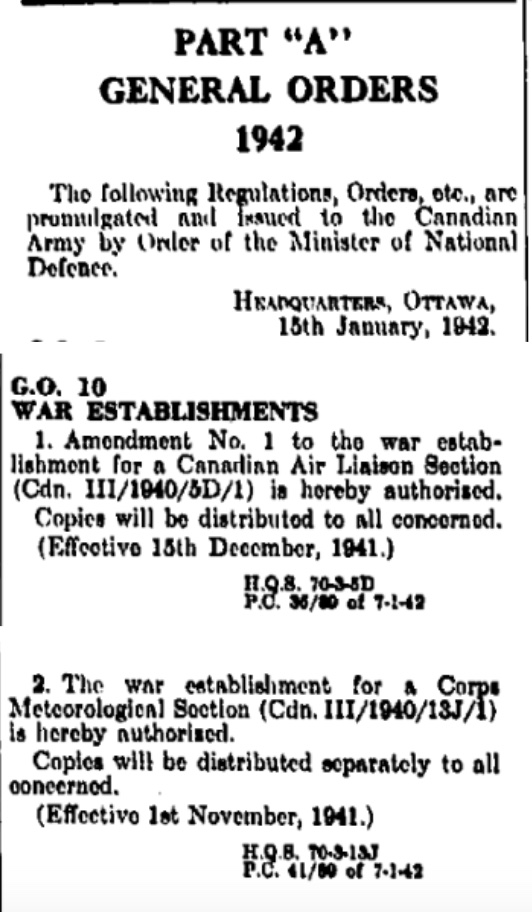
أمر عام - عام 1942

في المنظمات العسكرية والبرلمانية، يشير مصطلح الأمر العام إلى أمر منشور يصدره قائد ما، ويلزم على جميع مرؤوسيه الالتزام به، والهدف منه هو فرض سياسة أو إجراء ينطبق على موقف وحدته الحالي فقط. ولا يسري في أي حالة أخرى على ضوابط الخدمة، أو القانون العسكري، أو القانون العام. والأمر العام له قوة القانون؛ ومخالفته تُعَد جريمة تعاقب عليها المحاكم العرفية أو المحاكم العسكرية الأقل شأنًا. وما يجعل من هذا الأمر أمرًا عامًا (على عكس الأمر المباشر) هو أن الشخص الذي عليه تنفيذ الأمر لا يتم تحديده صراحةً، ولا ما (مَن) سيُنفَذ عليه الأمر.
والأمر العام غير محدد المدة يمكن الإشارة إليه باسم الأمر الدائم. والأوامر الدائمة يلزم أن تكون عامة ومبهمة، لأن الأمر يُنفَذ في المستقبل في ظل ظروف غير معلومة بعد. على سبيل المثال، في معظم الهيئات العسكرية، هناك أمر دائم بأداء المجندين التحية للضباط. ويُلزِم القانون نفسه الضباط برد التحية للمجند. ومع ذلك، فاسم كل مجند ليس مذكورًا في الأمر، ولا اسم كل ضابط أيضًا، ولا الوقت المحدد لإلقاء التحية الواجبة.

## قائمة بأهم الأوامر العامة

### قديمًا
- الأوامر العامة للحراس - يشار إليها عادة بالأوامر العامة الإحدى عشرة
- الأمر العام رقم 1
  - أمر الجنرال دوجلاس ماكارثر الأول لقوات إمبراطورية اليابان بعد استسلام اليابان في الحرب العالمية الثانية
  - يسري الأمر على أفراد القوات العسكرية الأمريكية في منطقة عمليات القيادة المركزية الأمريكية (CENTCOM) بعد احتلال العراق وأفغنستان. وينص على حظر عدد من الأنشطة المختلفة، مثل شرب الخمر، والعلاقات الجنسية، والترويج للأفكار الدينية، إلخ.
- الأمر العام رقم 9 (أو خطاب وداع الجنرال لي) - يتمثل في إعلان الجنرال روبرت أي لي عن استسلامه الذي أنهى الحرب الأهلية الأمريكية
- الأمر العام رقم 11 (1862) - هو أمر صدر أثناء الحرب الأهلية الأمريكية ينص على طرد اليهود من مناطق تينيسي والميسيسبي وكنتاكي
- الأمر العام رقم 11 (1863) - هو أمر صدر أثناء الحرب الأهلية الأمريكية ينص على طرد قاطني مقاطعات ميزوري الأربع، لحرقها بعد ذلك.
- الأمر العام رقم 100
  - أمر صدر أثناء الحرب الأهلية الأمريكية (قانون لايبر) حظر صراحةً قتل أسرى العدو
  - أمر نابليون الدائم «بالمسير نحو أصوات الرصاص» الذي خالفه جروشيه في واترلو، الأمر الذي أسفر عن هزيمة الفرنسيين.

### في الأعمال الفنية
- وضِعت مجموعة من الأوامر العامة، بما في ذلك الأمر التوجيهي الرئيسي، في وثائق أفلام بارامونت للتحكم في منظمة ستار فلييت في عالم ستار تريك الخيالي.
  - الأمر العام رقم 24 هو أمر بتدمير كافة صور الحياة على الكوكب، وصدر عن القائد جيمس تي كيرك في الحلقة 23 من ستار تريك# التي حملت عنوان A Taste of Armageddon (مذاق جهنم). وقد أصدر هذا الأمر بتاريخ عالم ستار تريك 3192.1 ليتم تنفيذه في خلال «ساعتين»، مستهدفًا إيمينار السابع. وكان كيرك أسيرًا على الكوكب عند إصداره هذا الأمر. والحالة الوحيدة التي تسجل تنفيذ هذا الأمر بالفعل تمثلت في الإصدار الأول لسلسلة المجلة الهزلية غير القانونية «جولد كي» التي تناولت أحداث ستار تريك، والذي حمل عنوان: "The Planet of No Return" (كوكب اللاعودة).
- الأمر العام رقم 47 صدر هذا الأمر لجميع أفراد قوة الأرض ملزمًا إياهم بالرد على نداءات الاستغاثة ومساعدة أية مركبة غير مشتركة في أي قتال ضد الأرض في عالم مسلسل بابليون 5 الخيالي.
- الأمر 66 يُلزِم بإعدام كل الجيداي عند رؤيتهم، وأصدره القائد بالباتين إلى جيش الجمهورية الأكبر في حرب النجوم: الجزء الثالث: انتقام السيث. أصدر بالباتين هذا الأمر ليتم تنفيذه بجميع أنحاء المجرة بعد تهريب المحجوزين بأمر الجيداي، والنجاح في تحويل أناكين سكاي واكر إلى الجزء المظلم من القوة.
- في الجزء الثاني: غضب خان، أشارت الملازم سافيك إلى اثنين من الأوامر العامة، وهما الأمر العام 12، الذي ترفع بموجبه إحدى السفن مستوى تأهبها إذا لم يتم الاتصال بشكل سليم بسفينة أخرى بالقرب منها، حتى إذا كانت مركبة تابعة لمنظمة ستار فلييت. والثاني هو الأمر العام 15، ونص على أنه من الممنوع دخول أي ضابط راية منطقة من المحتمل أن تكون خطرة دون مرافق مسلح.